# Andrew Farrell
 Andrew Farrell  (Louisville, Kentucky, Estados Unidos; 2 de abril de 1992) es un futbolista estadounidense nacionalizado peruano que juega como defensa y su equipo actual es el New England Revolution de la Major League Soccer de Estados Unidos.

## Biografía
Farrell nació en Louisville, pero se crio en Perú de los cinco a los quince, donde sus padres adoptivos eran misioneros presbiterianos, asistió al Colegio Franklin Delano Roosevelt, después se trasladó a Louisville y terminó la secundaria en Atherton High School.

## Trayectoria

### New England Revolution
El 3 de enero de 2013, Farrell firmó un contrato de Generación Adidas con la MLS, haciéndole elegible para el SuperDraft de 2013. Dos semanas más tarde, fue seleccionado en primer lugar general en el SuperDraft de la MLS por el New England Revolution, convirtiéndose en el primero en ser la primera selección en el draft en la historia del club.

## Clubes
| Club                   | País           | Año   |
| ---------------------- | -------------- | ----- |
| New England Revolution | Estados Unidos | 2013- |